# سجده بر آب
سجده بر آب فیلمی به کارگردانی حمید خیرالدین و نویسندگی صادق کرمیار محصول سال ۱۳۷۵ است.

## خلاصه داستان
امیر که خبرنگار و عکاس است، بر اثر انفجار بمب در مراسم عروسی دچار تشنج شده و به بیمارستان انتقال داده می‌شود؛ ستاره، نامزدش، می‌داند که او به مرور بینایی خود را از دست خواهد داد. با این حال حاضر است با او ازدواج کند. ستاره تلاش می‌کند تا امیر را برای شرایط آینده زندگی آماده کند. در همین هنگام حبیب برادر ستاره نیز مجروح می‌شود و به تهران بازمی‌گردد و…

## بازیگران
- علی دهکردی
- پریوش نظریه
- غلامرضا علی اکبری
- افسانه ناصری
- محمدعلی سلیمان تاش
- جمشید گرگین
- زهره صفوی
- ناصر فروغ
- محمدرضا باقری
- غلامرضا صادقی
- علی اصغر شریف‌زاده
- بهمن عبداللهی
- مجید عبدالعظیمی